# موسسه ملی فناوری مد
مؤسسه ملی فناوری مد (NIFT) یک مؤسسه مستقل است که دوره‌های مد، فناوری و مدیریت را ارائه می‌دهد. دفتر مرکزی آن در دهلی نو واقع شده‌است. NIFT در سال ۱۹۸۶ زیر نظر وزارت منسوجات دولت هند تأسیس شد. این موسسه در سال ۲۰۰۶ به عنوان یک مؤسسه قانونی اعلام شد.